# Guilliano Snip
Guilliano Snip is een Surinaams politicus. Hij is sinds 2015 lid van De Nationale Assemblée (DNA) voor de Nationale Democratische Partij (NDP).

## Biografie
Snip is de jongste uit een gezin van negen kinderen. Hij is opgeleid tot onderwijzer. Hij is gehuwd en heeft een zoon.
Hij gaf in Nieuw-Nickerie drie jaar les op de Spangenbergschool. Daarna ging hij verder als leraar geschiedenis, eerst twintig jaar aan de Sitalsingschool en vervolgens sinds circa 2014 aan het Pedagogisch Instituut Nickerie. Daarnaast is hij voorzitter van de Vredeskerk van de Evangelische Broedergemeente Suriname, voorzitter van de Nickerie Dominobond, voetbaltrainer bij SV Santos, psychosociaal counselor en werkt hij parttime bij het ministerie van Sport- en Jeugdzaken op het gebied van jeugdcentra.
Na de Sergeantencoup voelde hij zich in de jaren 1980 aangetrokken tot het gedachtegoed van de revolutie en nam hij deel aan de Jongerenraad van Nickerie. Hij werd rond 1987 lid van de NDP van Bouterse en was kandidaat op nummer 3 tijdens de verkiezingen van 1996 en 2000. Tijdens de verkiezingen van 2015 stelde hij zich opnieuw kandidaat.  Deze keer stond hij op plaats 2 en werd hij gekozen tot Assemblée-lid. In het parlement is hij voorzitter van de commissie voor Sport- en Jeugdzaken. Verder houdt hij zich bezig met Volksgezondheid en Justitie en Politie.